# Dardoq
 (mai 2015).
Dardoq (Дардак) est un village ou aoul du Ouzbékistan situé dans le raïon (district) de Qorgontepa (en) (Qoʻrgʻontepa). Sa population était de 26 055 habitants en 2015.